# Copa del Món de Futbol de 2010
La Copa del Món de la FIFA Sud-àfrica 2010™ (FIFA World Cup South Africa 2010™, en anglès) va ser la XIX edició de la Copa del Món de Futbol. Es va disputar a Sud-àfrica, entre l'11 de juny i l'11 de juliol de 2010, sent la primera vegada que aquest torneig es disputava a Àfrica i la cinquena vegada que es disputava a l'Hemisferi sud.
204 de les 208 associacions o confederacions nacionals afiliades a la Federació Internacional de Futbol Associació (FIFA) es van inscriure per participar en el procés de classificació realitzat entre mitjans de 2007 i finals de 2009 per determinar els 32 equips participants en la fase final del torneig. El campionat estava compost de dues fases: A la primera, es conformaren 8 grups de 4 equips cadascun, avançant a la següent ronda els dos millors de cada grup. Els 16 equips classificats s'enfrontaren posteriorment en partits eliminatoris fins que els dos equips finalistes s'enfrontaren a la final que es realitzà a l'estadi Soccer City de Johannesburg. La selecció italiana era la defensora del títol.
Un any abans, del 14 al 27 de juny de 2009, es disputà la Copa Confederacions 2009 en cinc ciutats: Port Elisabeth, Bloemfontein, Johannesburg, Pretòria i Rustemburg.

## Antecedents

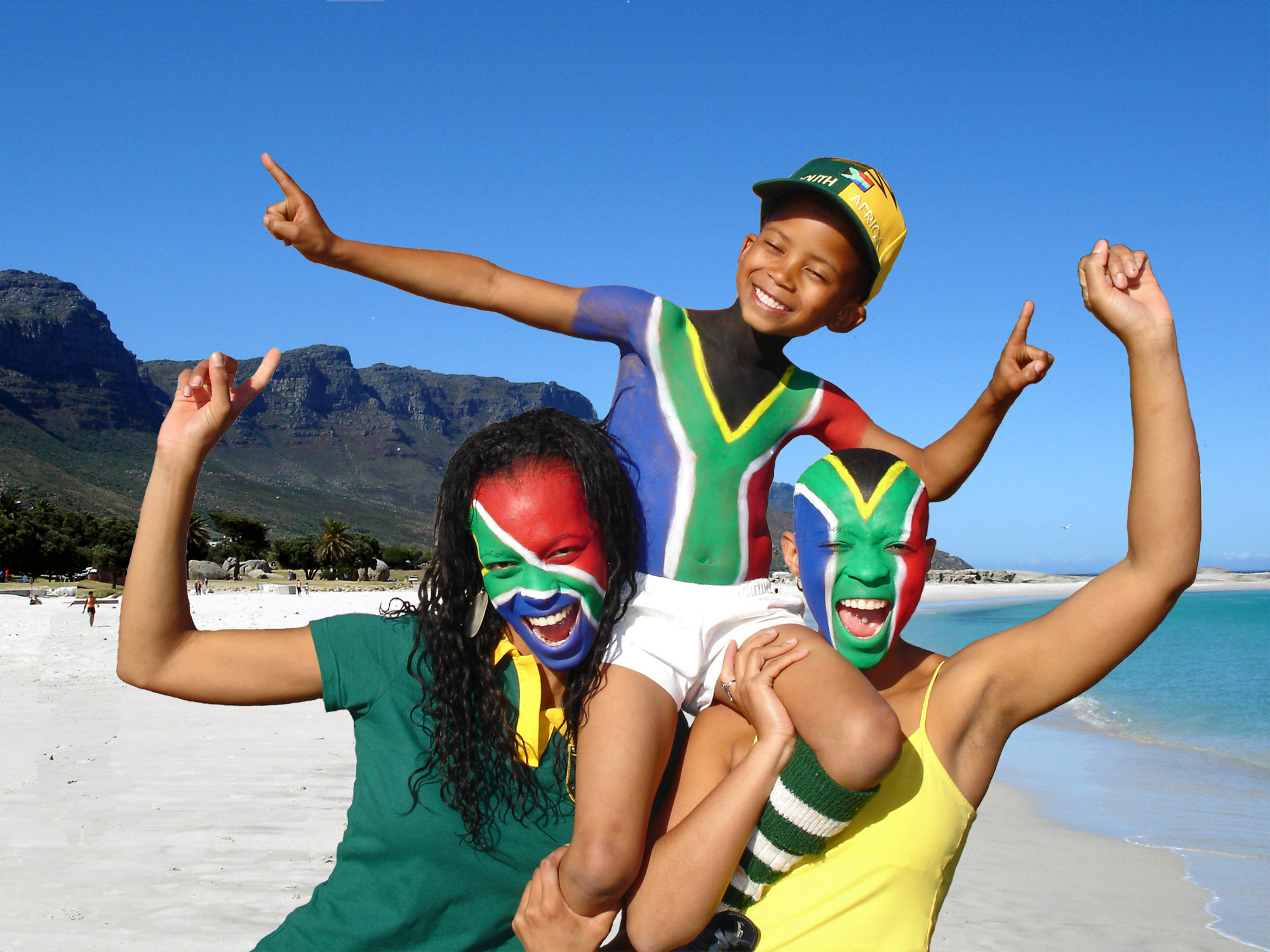
Aficionats celebrant l'arribada de la Copa del Món al seu país.

Des dels anys 1980, en resposta al creixement i desenvolupament del futbol a Àfrica que es veien reflectits en els resultats de les seleccions d'aquest continent en els tornejos organitzats per la FIFA, va començar a créixer l'interès de celebrar un torneig en aquesta part del món. Per a la Copa del Món de Futbol 1994, el Marroc va estar a tres vots de derrotar els Estats Units, i posteriorment va tornar a presentar candidatures per a les Copes de 1998 i 2006, encara que en aquesta última va ser Sud-àfrica, la qual va estar a solament un vot de guanyar davant Alemanya.

### Elecció
Sis països van presentar la seva candidatura per a ser seus de la primera Copa del Món realitzada en sòl africà: Sud-àfrica (candidata en 2006), el Marroc (candidat en 1994 i 1998), Egipte, Tunísia, Líbia i Nigèria; no obstant això, aquesta última no va presentar els informes oficials, abandonant així la carrera.
Líbia va anunciar que, en cas de ser escollida, no permetria que Israel pogués participar en el torneig, el que li va valer la desqualificació. Amb el seu veí fora de carrera, els plans de Tunísia de realitzar el campionat en conjunt amb Líbia van acabar i també va sortir de la carrera el 8 de maig del 2004.
El 15 de maig de 2004, es va realitzar l'elecció a la ciutat suïssa de Zúric. Sud-àfrica va rebre 14 vots contra 10 del Marroc, mentre que Egipte no va rebre cap vot.
| Resultats de les votacions | Resultats de les votacions |
| País                       | Vots                       |
| -------------------------- | -------------------------- |
| Sud-àfrica                 | 14                         |
| Marroc                     | 10                         |
| Egipte                     | 0                          |

### Preparatius
El president de la FIFA, Joseph Blatter, es va mostrar tranquil amb els preparatius de la Copa del Món, afirmant que "tot va a bon ritme", millor en comparança que fa quatre anys a Alemanya, de cara a la Copa del Món de 2006.
| «                             | He vist a Sud-àfrica més coses construïdes que, en comparança, les quals havia a Alemanya quatre anys abans de l'inici del torneig. [..] A quatre anys de la Copa del Món 2006 d'Alemanya, havia molta més incertesa. A Sud-àfrica fa falta construir cinc nous estadis i renovar altres | » |
| — Joseph Blatter a Sport Bild | |   |

El ministre de Finances sud-africà, Trevor Manuel, va anunciar a la fi d'octubre de 2006 que s'anava a incrementar el pressupost previst per al torneig amb la finalitat d'accelerar el ritme de construcció i renovació de les infraestructures necessàries. Així, el país planejava destinar un pressupost de prop de 15.000 milions de rands (més de 1.900 milions de dòlars) per a l'organització de l'esdeveniment.
| «                                                   | La seu de la Copa del Món de 2010 li brinda a Sud-àfrica i a la regió una oportunitat única per a mostrar la nostra terra i la nostra hospitalitat en un festival esportiu que no coneix barreres. Aquest esdeveniment requerirà un esforç de tots els sud-africans | » |
| — Trevor Manuel, ministre de Finances de Sud-àfrica | |   |

El programa d'inversions, que en part va ser cobert amb superàvit impositiu, va abastar sobretot obres d'infraestructura, la construcció i modernització dels estadis de la Copa del Món i la lluita contra el crim.

## Seus
Els 10 estadis que van ser seus de la primera Copa del Món de futbol a Àfrica foren els següents:
| Johannesburg                                                  | Ciutat del Cap                                                                                 | Durban                                                                                         | Johannesburg                                                  |
| ------------------------------------------------------------- | ---------------------------------------------------------------------------------------------- | ---------------------------------------------------------------------------------------------- | ------------------------------------------------------------- |
| Soccer City                                                   | Estadi Green Point                                                                             | Estadi Moses Mabhida                                                                           | Estadi Ellis Park                                             |
| 26° 14′ 5.27″ S, 27° 58′ 56.47″ E / 26.2347972°S,27.9823528°E | 33° 54′ 12.46″ S, 18° 24′ 40.15″ E / 33.9034611°S,18.4111528°E                                 | 29° 49′ 46″ S, 31° 01′ 49″ E / 29.82944°S,31.03028°E                                           | 26° 11′ 51.07″ S, 28° 3′ 38.76″ E / 26.1975194°S,28.0607667°E |
| Capacitat: 94.700                                             | Capacitat: 55.000                                                                              | Capacitat: 54.000                                                                              | Capacitat: 60.000                                             |
| FNB Stadium                                                   |                                                                                                |                                                                                                | Ellis Park                                                    |
| Pretòria                                                      | JohannesburgDurbanCiutat del CapPretòriaPort ElizabethBloemfonteinPolokwaneRustemburgNelspruit | JohannesburgDurbanCiutat del CapPretòriaPort ElizabethBloemfonteinPolokwaneRustemburgNelspruit | Port Elizabeth                                                |
| Estadi Loftus Versfeld                                        | JohannesburgDurbanCiutat del CapPretòriaPort ElizabethBloemfonteinPolokwaneRustemburgNelspruit | JohannesburgDurbanCiutat del CapPretòriaPort ElizabethBloemfonteinPolokwaneRustemburgNelspruit | Estadi Nelson Mandela Bay                                     |
| 25° 45′ 12″ S, 28° 13′ 22″ E / 25.75333°S,28.22278°E          | JohannesburgDurbanCiutat del CapPretòriaPort ElizabethBloemfonteinPolokwaneRustemburgNelspruit | JohannesburgDurbanCiutat del CapPretòriaPort ElizabethBloemfonteinPolokwaneRustemburgNelspruit | 33° 56′ 16″ S, 25° 35′ 56″ E / 33.93778°S,25.59889°E          |
| Capacitat: 50.000                                             | JohannesburgDurbanCiutat del CapPretòriaPort ElizabethBloemfonteinPolokwaneRustemburgNelspruit | JohannesburgDurbanCiutat del CapPretòriaPort ElizabethBloemfonteinPolokwaneRustemburgNelspruit | Capacitat: 48.000                                             |
| Loftus Versfeld Stadium                                       | JohannesburgDurbanCiutat del CapPretòriaPort ElizabethBloemfonteinPolokwaneRustemburgNelspruit | JohannesburgDurbanCiutat del CapPretòriaPort ElizabethBloemfonteinPolokwaneRustemburgNelspruit | Nelson Mandela Stadium                                        |
| Polokwane                                                     | Nelspruit                                                                                      | Bloemfontein                                                                                   | Rustemburg                                                    |
| 23° 55′ 29″ S, 29° 28′ 08″ E / 23.924689°S,29.468765°E        | 25° 27′ 42″ S, 30° 55′ 47″ E / 25.46172°S,30.929689°E                                          | 29° 07′ 02.25″ S, 26° 12′ 31.85″ E / 29.1172917°S,26.2088472°E                                 | 25° 34′ 43″ S, 27° 09′ 39″ E / 25.5786°S,27.1607°E            |
| Estadi Peter Mokaba                                           | Estadi Mbombela                                                                                | Estadi Free State                                                                              | Estadi Royal Bafokeng                                         |
| Capacitat: 41.000                                             | Capacitat: 41.000                                                                              | Capacitat: 41.000                                                                              | Capacitat: 42.000                                             |
| Peter Mokaba Stadium                                          | Mbombela Stadium                                                                               | Free State Stadium                                                                             | Royal Bafokeng Stadium                                        |

## Classificació
Article principal: Classificació de la Copa del Món de futbol 2010

Països participants al torneig:
Classificats per la fase final.
Eliminats durant el procés de classificació.

- CAF: La confederació d'Àfrica comptà amb cinc places disponibles, als quals se sumà  Sud-àfrica, classificada per dret d'organitzador. Això representa una plaça més de les que disposava per a l'anterior Copa del Món. També es van classificar:
  - El 6 de setembre del 2009:  Ghana
  - El 14 de novembre del 2009:  Camerun,  Nigèria i  Costa d'Ivori
  - El 18 de novembre del 2009:  Algèria
- AFC: La confederació d'Àsia comptà amb quatre places directes a la fase final, i una cinquena s'hauria de disputar la classificació amb el guanyador del grup d'Oceania. L'AFC mantenia així les places que disposava l'última Copa. Finalment es van classificar:
  - El 10 de juny del 2009:  Austràlia,  Japó i  Corea del Sud
  - El 17 de juny del 2009:  Corea del Nord
- CONCACAF: La confederació d'Amèrica del Nord, Central i el Carib comptà amb tres places directes a la fase final i un quart equip s'hauria de disputar la classificació contra el cinquè lloc de Sud-amèrica. La CONCACAF manté així les places que disposava en l'esdeveniment anterior. Finalment es van classificar:
  - El 10 d'octubre del 2009:  Estats Units i  Mèxic
  - El 14 d'octubre del 2009:  Hondures
- CONMEBOL: La confederació d'Amèrica del Sud realitzà un sistema de tots contra tots, en el qual es classificaren els quatre millors equips i un cinquè s'enfrontà en una repesca al quart classificat del grup final de la CONCACAF. Així, la CONMEBOL manté les places que disposava l'última Copa. Finalment es van classificar:
  - El 5 de setembre del 2009:  Brasil
  - El 9 de setembre del 2009:  Paraguai
  - El 10 d'octubre del 2009:  Xile
  - El 14 d'octubre del 2009:  Argentina
  - El 18 de novembre del 2009:  Uruguai
- OFC: La confederació d'Oceania va tenir com a representant al guanyador de la Copa d'Oceania de 2009. Aquest representant va enfrontar-se al cinquè classificat d'Àsia. La OFC mantenia així les places que disposava l'última Copa. Finalment es va classificar:
  - El 14 de novembre del 2009:  Nova Zelanda
- UEFA: La confederació d'Europa va disposar de tretze places, el que representà una menys que les que disposava per a Alemanya 2006. Finalment es van classificar:
  - El 10 de juny del 2009:  Països Baixos
  - El 9 de setembre del 2009:  Espanya i  Anglaterra
  - El 10 d'octubre del 2009:  Dinamarca,  Alemanya,  Sèrbia i  Itàlia
  - El 14 d'octubre del 2009:  Suïssa i  Eslovàquia
  - El 18 de novembre del 2009:  França,  Portugal,  Grècia i  Eslovènia

El sorteig dels grups de la primera fase de la Copa del Món se celebrà el 23 de novembre de 2009 a Durban.

## Símbols

### Mascota
La mascota oficial de la Copa del Món de Futbol 2010 va ser el Zakumi (creat el 16 de juny de 1994) (15 anys), un lleopard antropomòrfic amb els cabells verds. El seu nom ve de "ZA", l'abreviatura internacional de Sud-àfrica, i "kumi", una paraula que significa "deu" en diversos idiomes africans. Els colors de la mascota reflecteixen els de l'equipament del país amfitrió - groc i verd.
La data de creació de Zakumi coincideix amb un dia conegut i celebrat com a Dia de la Joventut a Sud-àfrica i en el seu segon partit. L'any 1994 marca les primeres eleccions no racials nacionals a Sud-àfrica. Va complir 16 anys al 2010.
El lema oficial Zakumi és: "El joc d'en Zakumi és el Fair Play." El lema va ser mostrat en els cartells publicitaris digitals durant la Copa FIFA Confederacions 2009 i a la Copa del Món de 2010.

### Cançó oficial
La cançó oficial de la Copa del Món de Futbol 2010 "Waka Waka" és interpretada per la cantant colombiana Shakira i la banda Freshlyground de Sud-àfrica. Existeixen dues versions de la cançó; en anglès i en castellà. Va ser cantada a la cerimònia d'inauguració l'11 de juny i a la cerimònia de cloenda a la final l'11 de juliol.

### Pilota
La pilota de futbol oficial del campionat s'anomenà Adidas Jabulani (que significa "celebrar" en zulu) i, tal com es dedueix del nom, fou confeccionada per l'empresa Adidas. Va ser presentada per David Beckham a Ciutat del Cap, Sud-àfrica el 4 de desembre de 2009, durant la cerimònia de sorteig dels grups que disputaren la primera fase del campionat.
Els onze colors de la pilota són un reflex simbòlic dels onze jugadors de cada equip, dels onze idiomes oficials de Sud-àfrica i de les onze comunitats sud-africanes que donaran la benvinguda al món del primer Mundial de futbol disputat a Àfrica. Té un rodonesa exacta, gràcies a vuit panells 3D modelats de forma esfèrica.
La pilota també va ser utilitzada al Campionat del Món de Clubs de futbol 2009 als Emirats Àrabs Units, i una versió especial de la pilota, l'Angola Jabulani, a la Copa d'Àfrica de Nacions 2010. També va ser utilitzada a la Premier Soccer League 2009-10 i la Copa Nedbank 2010 de Sud-àfrica, el Torneig de Clausura de l'Argentina, la Bundesliga 2009-10 d'Alemanya, així com a la Major League Soccer 2010 dels Estats Units amb els colors blau i verd que representen el campionat.

### Vuvuzela

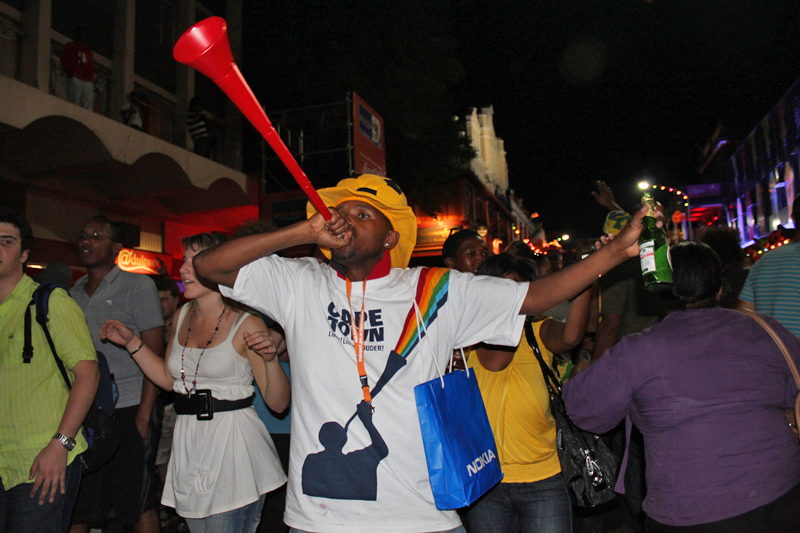
Noi amb samarreta blanca tocant una vuvuzela vermella.

Una vuvuzela és una mena de trompeta llarga utilitzada sobretot al futbol sud-africà per a animar els equips al llarg de tot el partit. Sol estar feta de plàstic i el so que emet, molt fort, pot recordar el d'un elefant o, si n'hi ha moltes alhora, un eixam d'abelles.
Les vuvuzeles van començar a ser conegudes arreu del món a partir de la Copa Confederacions 2009, disputada a Sud-àfrica i, especialment, des de la Copa del Món. Nombrosos aficionats van bufar vuvuzeles durant la integritat de tots els partits que es disputaren, un fet que va provocar les queixes de jugadors, entrenadors, comentaristes de ràdio i televisió i espectadors. No obstant això, la FIFA es va mostrar contrària a prohibir-les al considerar que són un element inseparable de la cultura futbolística sud-africana.

## Sorteig fase final
Els bombos pel sorteig de la fase final van quedar així després de saber els coeficients FIFA de totes les seleccions participants. El sorteig es va dur a terme a Ciutat del Cap el 4 de desembre de 2009.
| Pot 1                                                                                      | Pot 2                                                                                              | Pot 3                                                                           | Pot 4                                                                             |
| ------------------------------------------------------------------------------------------ | -------------------------------------------------------------------------------------------------- | ------------------------------------------------------------------------------- | --------------------------------------------------------------------------------- |
| Sud-àfrica · Brasil · Espanya · Itàlia · Alemanya · Argentina · Anglaterra · Països Baixos | Japó · Corea del Sud · Corea del Nord · Austràlia · Estats Units · Nova Zelanda · Mèxic · Hondures | Costa d'Ivori · Ghana · Camerun · Nigèria · Algèria · Paraguai · Xile · Uruguai | França · Portugal · Eslovènia · Suïssa · Grècia · Sèrbia · Dinamarca · Eslovàquia |

## Llista d'àrbitres
La FIFA va anunciar una llista de 30 àrbitres, provinents de les 6 confederacions continentals.
| AFC Khalil Al Ghamdi Ravshan Irmatov Subkhiddin Mohd Salleh Yuichi Nishimura CAF Mohamed Benouza Koman Coulibaly Jerome Damon Eddy Maillet CONCACAF Joel Aguilar Benito Archundia Carlos Batres Marco Antonio Rodríguez | CONMEBOL Carlos Amarilla Héctor Baldassi Jorge Larrionda Pablo Pozo Óscar Ruiz Carlos Simon OFC Michael Hester Peter O'Leary | UEFA Olegário Benquerença Massimo Busacca Frank De Bleeckere Martin Hansson Viktor Kassai Stéphane Lannoy Roberto Rosetti Wolfgang Stark Alberto Undiano Mallenco Howard Webb |

## Plantilles

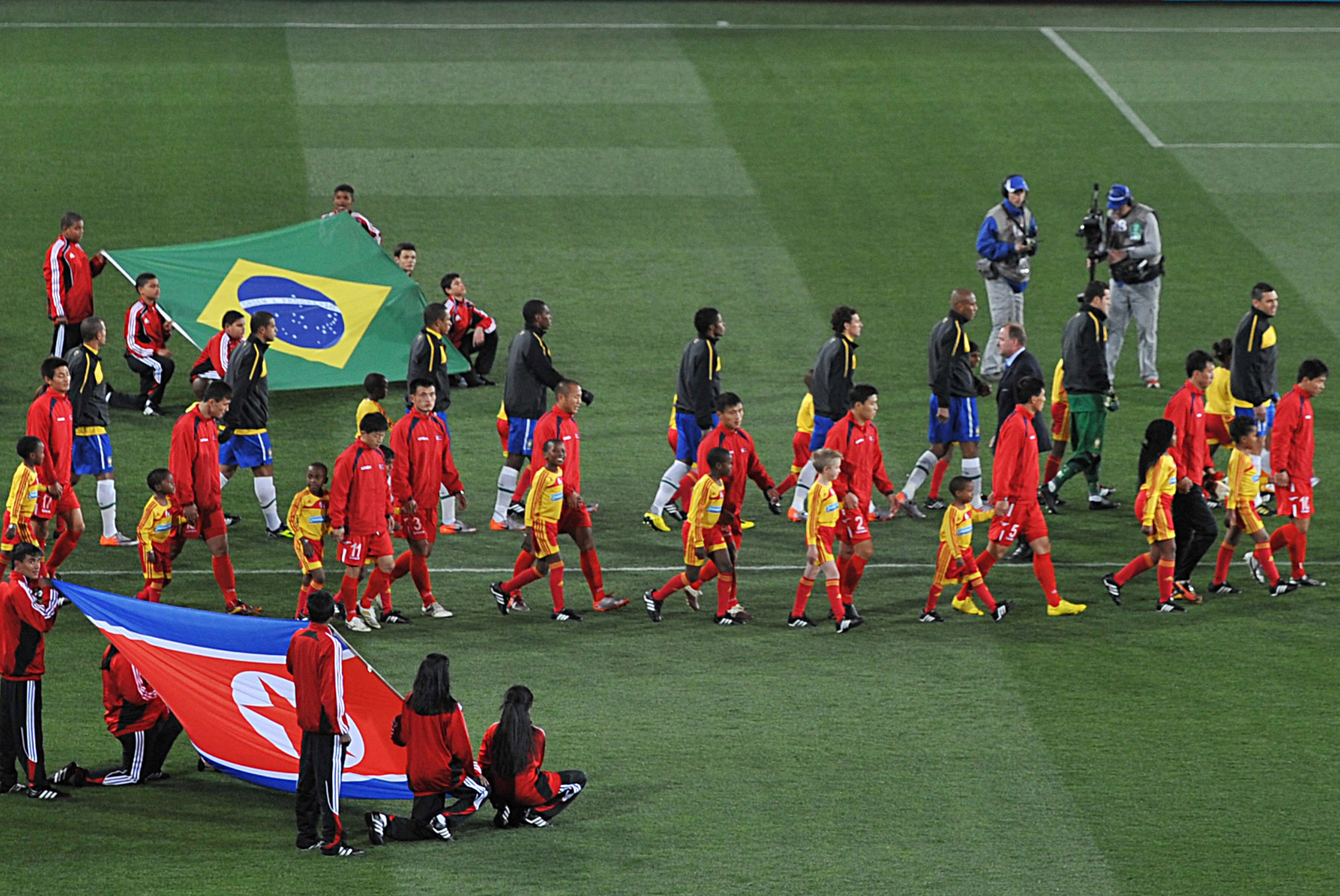
La selecció brasilera i norcoreana poc abans del seu enfrontament a la fase de grups.

Cada selecció podia inscriure 23 jugadors.
L'11 de maig de 2010, 30 dies abans de començar la competició, els equips participants van haver de donar una llista de 30 jugadors. La llista final es va donar l'1 de juny de 2010 (a mitjanit (CET). Els jugadors amb lesions greus podien ser reemplaçats fins 24 hores abans que la selecció jugues el seu primer partit.
Del 736 jugadors participants en el torneig més de la meitat jugaven a equips de les lligues d'Anglaterra (117 jugadors), Alemanya (84), Itàlia (80), Espanya (59) i França (45). La plantilla d'Alemanya i Itàlia estava composta només per jugadors que jugaven a la lliga del seu país. En canvi, Nigèria va ser l'única selecció que no comptava amb cap jugador que jugues a la lliga del seu país. En total, van participar futbolistes de 52 lligues nacionals diferents. El FC Barcelona va ser l'equip amb més jugadors participants en la competició amb 13, 7 dels quals per la selecció espanyola. Mentre que 7 equips més van contribuir amb 10 jugadors o més.

## Primera Fase
- Els horaris corresponen a l'hora de Sud-àfrica (UTC +2)

### Calendari
| Data                          | Local          | Selecció                       | Grup | Res. |
| ----------------------------- | -------------- | ------------------------------ | ---- | ---- |
| Divendres, 11 de juny de 2010 | Johannesburg   | Sud-àfrica - Mèxic             | A    | 1–1  |
| Divendres, 11 de juny de 2010 | Ciutat del Cap | Uruguai - França               | A    | 0–0  |
| Dissabte, 12 de juny de 2010  | Port Elisabeth | Corea del Sud - Grècia         | B    | 2-0  |
| Dissabte, 12 de juny de 2010  | Johannesburg   | Argentina - Nigèria            | B    | 1-0  |
| Dissabte, 12 de juny de 2010  | Rustemburg     | Anglaterra - Estats Units      | C    | 1-1  |
| Diumenge, 13 de juny de 2010  | Polokwane      | Algèria - Eslovènia            | C    | 0-1  |
| Diumenge, 13 de juny de 2010  | Pretòria       | Sèrbia - Ghana                 | D    | 0-1  |
| Diumenge, 13 de juny de 2010  | Durban         | Alemanya - Austràlia           | D    | 4-0  |
| Dilluns, 14 de juny de 2010   | Johannesburg   | Països Baixos - Dinamarca      | E    | 2-0  |
| Dilluns, 14 de juny de 2010   | Bloemfontein   | Japó - Camerun                 | E    | 1-0  |
| Dilluns, 14 de juny de 2010   | Ciutat del Cap | Itàlia - Paraguai              | F    | 1-1  |
| Dimarts, 15 de juny de 2010   | Rustemburg     | Nova Zelanda - Eslovàquia      | F    | 1-1  |
| Dimarts, 15 de juny de 2010   | Port Elisabeth | Costa d'Ivori - Portugal       | G    | 0-0  |
| Dimarts, 15 de juny de 2010   | Johannesburg   | Brasil - Corea del Nord        | G    | 2-1  |
| Dimecres, 16 de juny de 2010  | Nelspruit      | Hondures - Xile                | H    | 0-1  |
| Dimecres, 16 de juny de 2010  | Durban         | Espanya - Suïssa               | H    | 0-1  |
| Dimecres, 16 de juny de 2010  | Pretòria       | Sud-àfrica - Uruguai           | A    | 0-3  |
| Dijous, 17 de juny de 2010    | Polokwane      | França - Mèxic                 | A    | 0-2  |
| Dijous, 17 de juny de 2010    | Johannesburg   | Argentina - Corea del Sud      | B    | 4-1  |
| Dijous, 17 de juny de 2010    | Bloemfontein   | Grècia - Nigèria               | B    | 2-1  |
| Divendres, 18 de juny de 2010 | Johannesburg   | Eslovènia - Estats Units       | C    | 2-2  |
| Divendres, 18 de juny de 2010 | Ciutat del Cap | Anglaterra - Algèria           | C    | 0-0  |
| Divendres, 18 de juny de 2010 | Port Elisabeth | Alemanya - Sèrbia              | D    | 0-1  |
| Dissabte, 19 de juny de 2010  | Rustemburg     | Ghana - Austràlia              | D    | 1-1  |
| Dissabte, 19 de juny de 2010  | Durban         | Països Baixos - Japó           | E    | 1-0  |
| Dissabte, 19 de juny de 2010  | Pretòria       | Camerun - Dinamarca            | E    | 1-2  |
| Diumenge, 20 de juny de 2010  | Bloemfontein   | Eslovàquia - Paraguai          | F    | 0-2  |
| Diumenge, 20 de juny de 2010  | Nelspruit      | Itàlia - Nova Zelanda          | F    | 1-1  |
| Diumenge, 20 de juny de 2010  | Johannesburg   | Brasil - Costa d'Ivori         | G    | 3-1  |
| Dilluns, 21 de juny de 2010   | Ciutat del Cap | Portugal - Corea del Nord      | G    | 7-0  |
| Dilluns, 21 de juny de 2010   | Port Elisabeth | Xile - Suïssa                  | H    | 1-0  |
| Dilluns, 21 de juny de 2010   | Johannesburg   | Espanya - Hondures             | H    | 2-0  |
| Dimarts, 22 de juny de 2010   | Rustemburg     | Mèxic - Uruguai                | A    | 0-1  |
| Dimarts, 22 de juny de 2010   | Bloemfontein   | França - Sud-àfrica            | A    | 1-2  |
| Dimarts, 22 de juny de 2010   | Durban         | Nigèria - Corea del Sud        | B    | 2-2  |
| Dimarts, 22 de juny de 2010   | Polokwane      | Argentina - Grècia             | B    | 2-0  |
| Dimecres, 23 de juny de 2010  | Pretòria       | Estats Units - Algèria         | C    | 1-0  |
| Dimecres, 23 de juny de 2010  | Port Elisabeth | Eslovènia - Anglaterra         | C    | 0-1  |
| Dimecres, 23 de juny de 2010  | Nelspruit      | Austràlia - Sèrbia             | D    | 2-1  |
| Dimecres, 23 de juny de 2010  | Johannesburg   | Ghana - Alemanya               | D    | 0-1  |
| Dijous, 24 de juny de 2010    | Rustemburg     | Dinamarca - Japó               | E    | 1-3  |
| Dijous, 24 de juny de 2010    | Ciutat del Cap | Camerun - Països Baixos        | E    | 1-2  |
| Dijous, 24 de juny de 2010    | Ciutat del Cap | Camerun - Països Baixos        | E    | 1-2  |
| Dijous, 24 de juny de 2010    | Polokwane      | Paraguai - Nova Zelanda        | F    | 0-0  |
| Dijous, 24 de juny de 2010    | Johannesburg   | Eslovàquia - Itàlia            | F    | 3-2  |
| Divendres, 25 de juny de 2010 | Nelspruit      | Corea del Nord - Costa d'Ivori | G    | 0-3  |
| Divendres, 25 de juny de 2010 | Durban         | Brasil - Portugal              | G    | 0-0  |
| Divendres, 25 de juny de 2010 | Bloemfontein   | Suïssa - Hondures              | H    | 0-0  |
| Divendres, 25 de juny de 2010 | Pretòria       | Xile - Espanya                 | H    | 1-2  |

### Llegenda
En les taules següents:
- PJ = Partits jugats
- PG = Partits guanyats
- PE = Partits empatats
- PP = Partits perduts
- GF = Gols a favor
- GC = Gols en contra
- Dif = Diferència de gols (GF-GC)
- Pts = Punts totals
- Resultat final

### Grup A

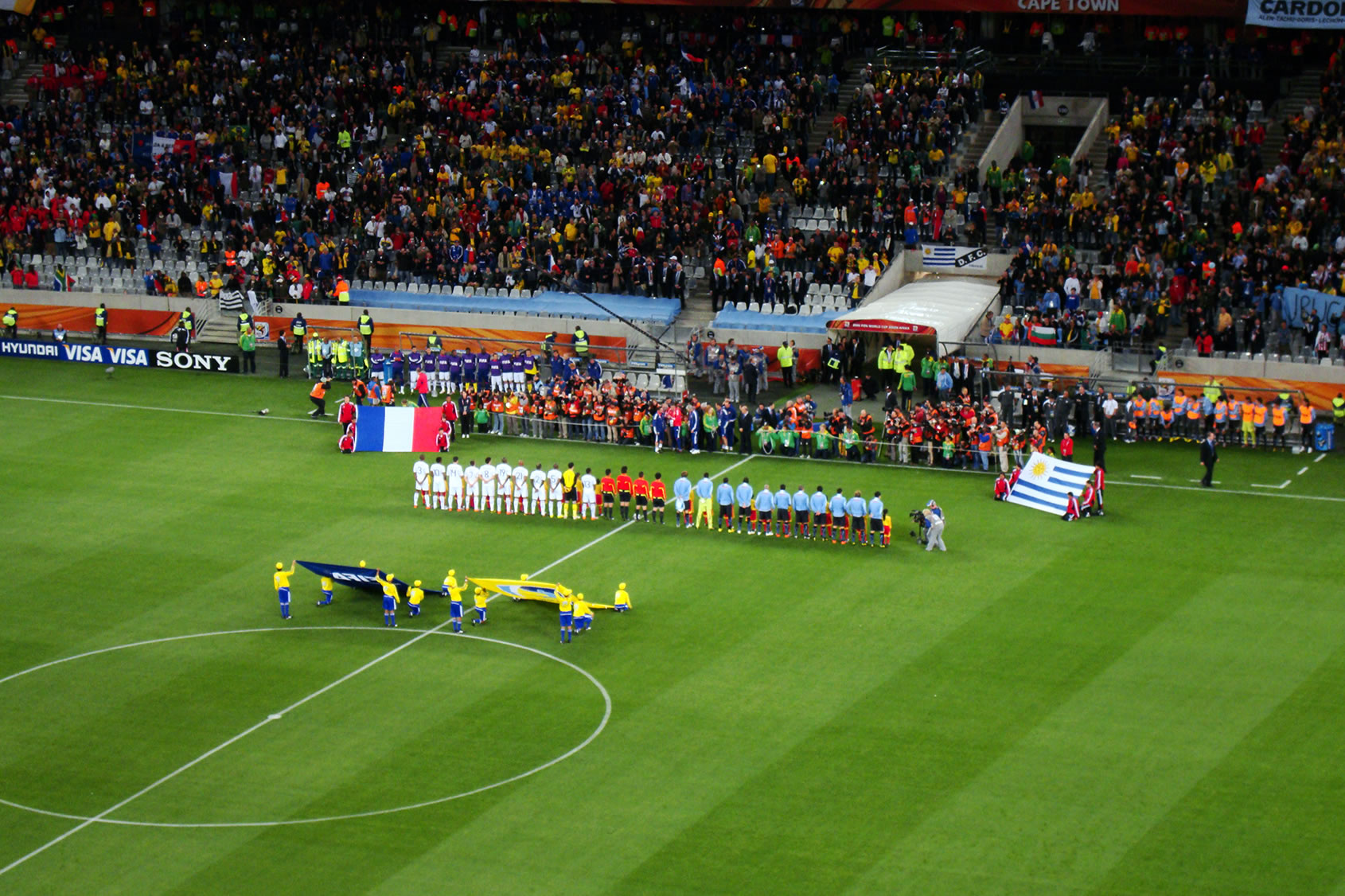
Cerimònia d'inici del partit Uruguai - França, que acabaria amb un empat 0 a 0.

| Pos | Equip          | PJ | PG | PE | PP | GF | GC | DG | Pts | Classificació        |
| --- | -------------- | -- | -- | -- | -- | -- | -- | -- | --- | -------------------- |
| 1   | Uruguai        | 3  | 2  | 1  | 0  | 4  | 0  | +4 | 7   | Avança a segona fase |
| 2   | Mèxic          | 3  | 1  | 1  | 1  | 3  | 2  | +1 | 4   | Avança a segona fase |
| 3   | Sud-àfrica (H) | 3  | 1  | 1  | 1  | 3  | 5  | −2 | 4   |                      |
| 4   | França         | 3  | 0  | 1  | 2  | 1  | 4  | −3 | 1   |                      |

| Sud-àfrica     | 1 - 1 | Mèxic       |
| -------------- | ----- | ----------- |
| Tshabalala 55' | Fitxa | Márquez 79' |

| Uruguai | 0 - 0 | França |
| ------- | ----- | ------ |
|         | Fitxa |        |

| Sud-àfrica | 0 - 3 | Uruguai                                   |
| ---------- | ----- | ----------------------------------------- |
|            | Fitxa | Forlán 24', 80' (pen.) · Á. Pereira 90+5' |

| França | 0 - 2 | Mèxic                             |
| ------ | ----- | --------------------------------- |
|        | Fitxa | Hernández 64' · Blanco 79' (pen.) |

| Mèxic | 0 - 1 | Uruguai    |
| ----- | ----- | ---------- |
|       | Fitxa | Suárez 43' |

| França      | 1 - 2 | Sud-àfrica               |
| ----------- | ----- | ------------------------ |
| Malouda 70' | Fitxa | Khumalo 20' · Mphela 37' |

### Grup B

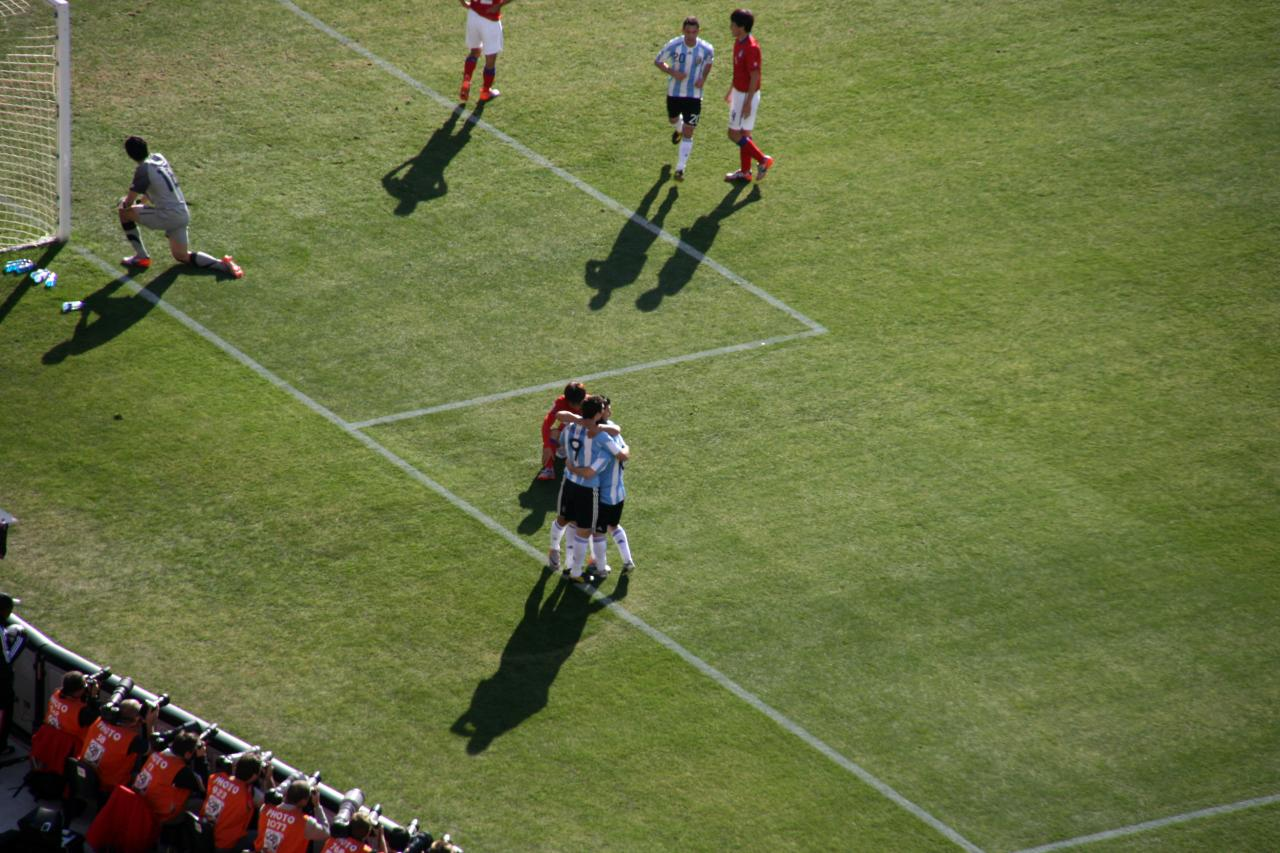
Celebració del quart gol de l'Argentina, en el seu partit davant Corea del Sud. El tercer gol de Gonzalo Higuaín a l'enfrontament.

| Pos | Equip         | PJ | PG | PE | PP | GF | GC | DG | Pts | Classificació        |
| --- | ------------- | -- | -- | -- | -- | -- | -- | -- | --- | -------------------- |
| 1   | Argentina     | 3  | 3  | 0  | 0  | 7  | 1  | +6 | 9   | Avança a segona fase |
| 2   | Corea del Sud | 3  | 1  | 1  | 1  | 5  | 6  | −1 | 4   | Avança a segona fase |
| 3   | Grècia        | 3  | 1  | 0  | 2  | 2  | 5  | −3 | 3   |                      |
| 4   | Nigèria       | 3  | 0  | 1  | 2  | 3  | 5  | −2 | 1   |                      |

| Corea del Sud                      | 2 - 0 | Grècia |
| ---------------------------------- | ----- | ------ |
| Lee Jung-Soo 7' · Park Ji-Sung 52' | Fitxa |        |

| Argentina | 1 - 0 | Nigèria |
| --------- | ----- | ------- |
| Heinze 6' | Fitxa |         |

| Argentina                                       | 4 - 1 | Corea del Sud        |
| ----------------------------------------------- | ----- | -------------------- |
| Park Chu-Young 17' (pp) · Higuaín 33', 76', 80' | Fitxa | Lee Chung-Yong 45+1' |

| Grècia                           | 2 - 1 | Nigèria  |
| -------------------------------- | ----- | -------- |
| Salpinguidis 44' · Torosidis 71' | Fitxa | Uche 16' |

| Nigèria                      | 2 - 2 | Corea del Sud                         |
| ---------------------------- | ----- | ------------------------------------- |
| Uche 12' · Yakubu 69' (pen.) | Fitxa | Lee Jung-Soo 38' · Park Chu-Young 49' |

| Grècia | 0 - 2 | Argentina                    |
| ------ | ----- | ---------------------------- |
|        | Fitxa | Demichelis 77' · Palermo 89' |

### Grup C

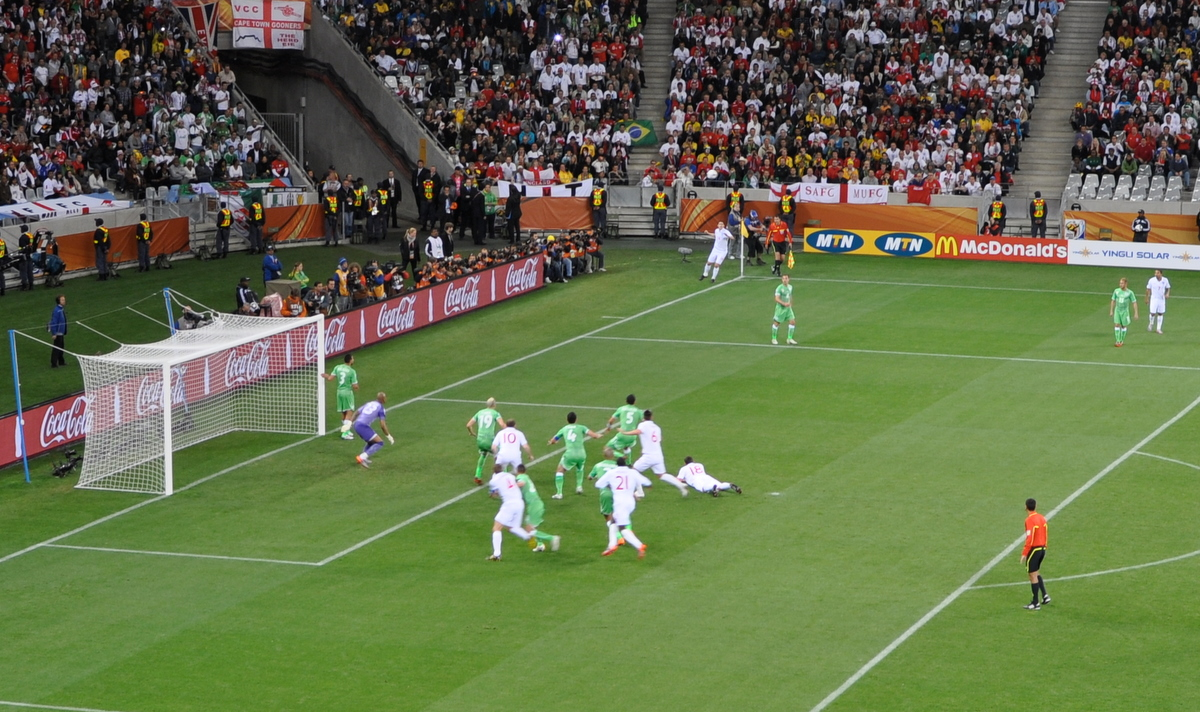
Partit disputat entre Anglaterra i Algèria, que va acabar amb un empat a zero com a resultat final.

| Pos | Equip        | PJ | PG | PE | PP | GF | GC | DG | Pts | Classificació        |
| --- | ------------ | -- | -- | -- | -- | -- | -- | -- | --- | -------------------- |
| 1   | Estats Units | 3  | 1  | 2  | 0  | 4  | 3  | +1 | 5   | Avança a segona fase |
| 2   | Anglaterra   | 3  | 1  | 2  | 0  | 2  | 1  | +1 | 5   | Avança a segona fase |
| 3   | Eslovènia    | 3  | 1  | 1  | 1  | 3  | 3  | 0  | 4   |                      |
| 4   | Algèria      | 3  | 0  | 1  | 2  | 0  | 2  | −2 | 1   |                      |

| Anglaterra | 1 - 1 | Estats Units |
| ---------- | ----- | ------------ |
| Gerrard 4' | Fitxa | Dempsey 40'  |

| Algèria | 0 - 1 | Eslovènia |
| ------- | ----- | --------- |
|         | Fitxa | Koren 79' |

| Eslovènia                   | 2 - 2 | Estats Units              |
| --------------------------- | ----- | ------------------------- |
| Birsa 13' · Ljubijankič 42' | Fitxa | Donovan 48' · Bradley 82' |

| Anglaterra | 0 - 0 | Algèria |
| ---------- | ----- | ------- |
|            | Fitxa |         |

| Eslovènia | 0 - 1 | Anglaterra |
| --------- | ----- | ---------- |
|           | Fitxa | Defoe 23'  |

| Estats Units  | 1 - 0 | Algèria |
| ------------- | ----- | ------- |
| Donovan 90+1' | Fitxa |         |

### Grup D
| Equip     | PJ | PG | PE | PP | GF | GC | Dif | Punts |
| --------- | -- | -- | -- | -- | -- | -- | --- | ----- |
| Alemanya  | 3  | 2  | 0  | 1  | 5  | 1  | +4  | 6     |
| Ghana     | 3  | 1  | 1  | 1  | 2  | 2  | +0  | 4     |
| Austràlia | 3  | 1  | 1  | 1  | 3  | 6  | -3  | 4     |
| Sèrbia    | 3  | 1  | 0  | 2  | 2  | 3  | -1  | 3     |

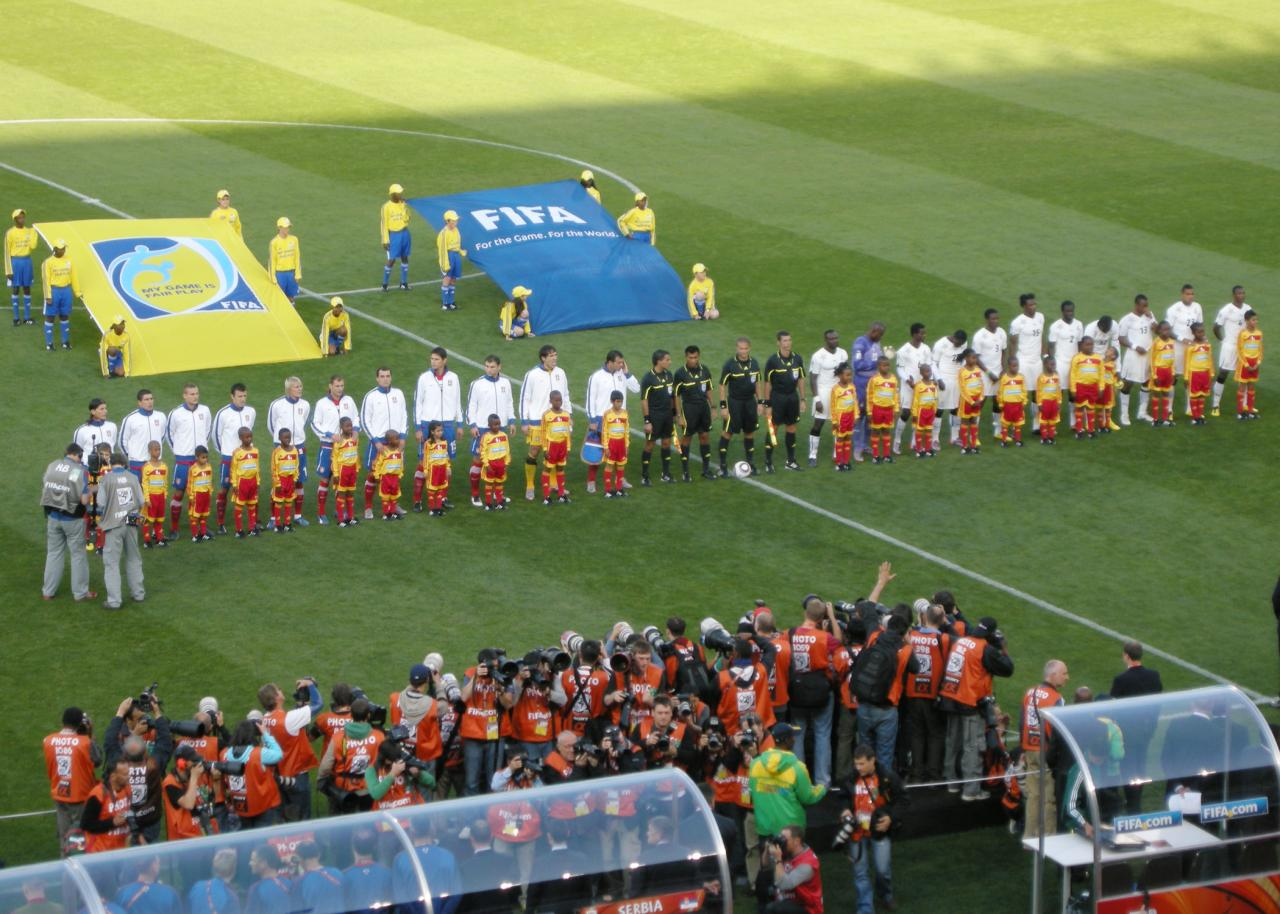
Cerimònia d'inici del partit Sèrbia - Ghana, que acabaria amb un 0 a 1 a favor dels ghanesos, sent la primera victòria africana del campionat.

Annex: Copa del Món de Futbol 2010 - Grup D
| Alemanya                                         | 4 – 0 | Austràlia |
| ------------------------------------------------ | ----- | --------- |
| Podolski 8' · Klose 26' · Müller 68' · Cacau 70' | Fitxa |           |

| Sèrbia | 0 – 1 | Ghana           |
| ------ | ----- | --------------- |
|        | Fitxa | Gyan 85' (pen.) |

| Alemanya | 0 - 1 | Sèrbia        |
| -------- | ----- | ------------- |
|          | Fitxa | Jovanović 38' |

| Ghana           | 1 - 1 | Austràlia  |
| --------------- | ----- | ---------- |
| Gyan 25' (pen.) | Fitxa | Holman 11' |

| Ghana | 0 - 1 | Alemanya |
| ----- | ----- | -------- |
|       | Fitxa | Özil 60' |

| Austràlia               | 2 - 1 | Sèrbia       |
| ----------------------- | ----- | ------------ |
| Cahill 69' · Holman 73' | Fitxa | Pantelić 84' |

### Grup E
| Equip         | PJ | PG | PE | PP | GF | GC | Dif | Punts |
| ------------- | -- | -- | -- | -- | -- | -- | --- | ----- |
| Països Baixos | 3  | 3  | 0  | 0  | 5  | 1  | +4  | 9     |
| Japó          | 3  | 2  | 0  | 1  | 4  | 2  | +2  | 6     |
| Dinamarca     | 3  | 1  | 0  | 2  | 3  | 6  | -3  | 3     |
| Camerun       | 3  | 0  | 0  | 3  | 2  | 5  | -3  | 0     |

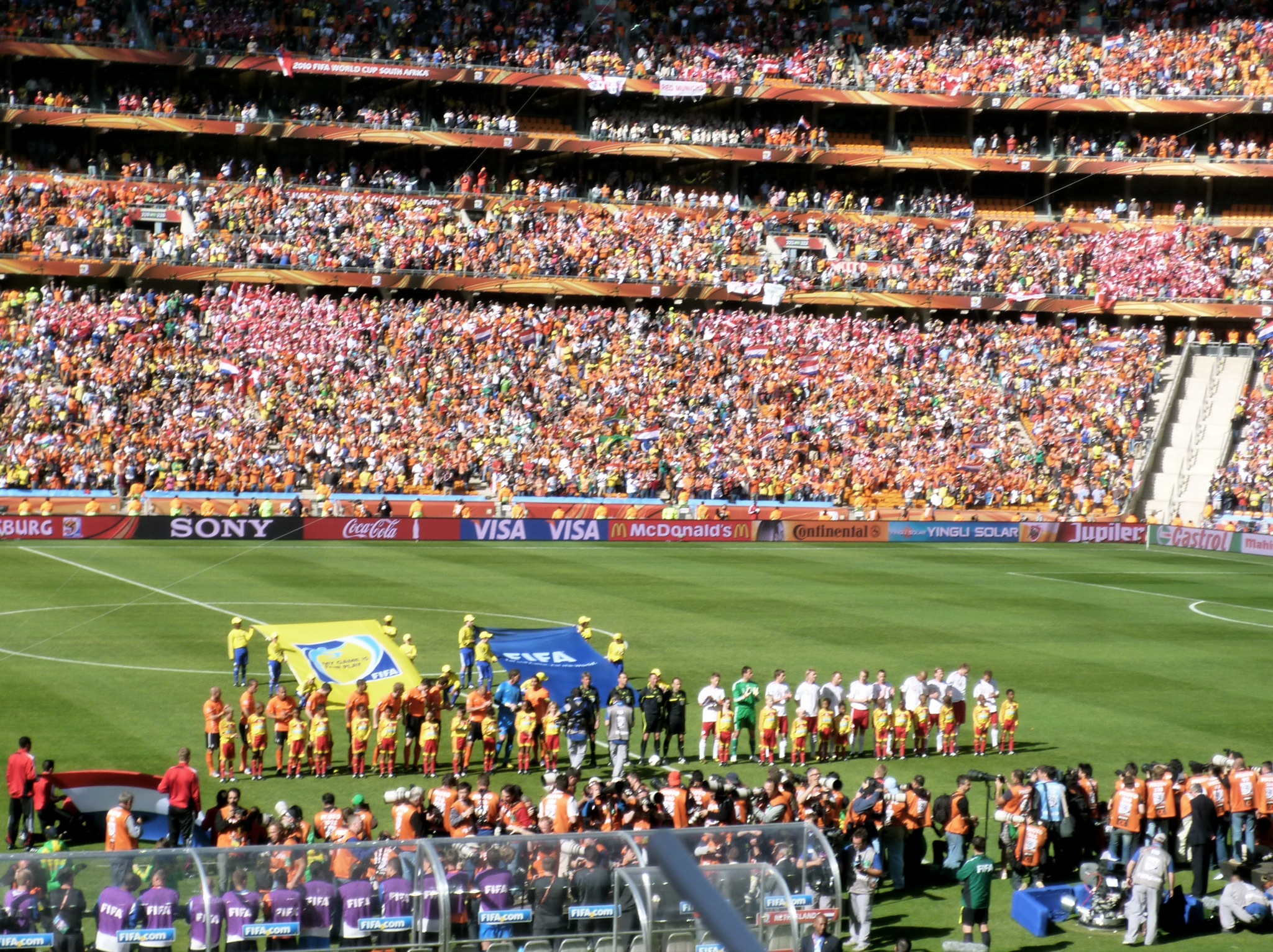
Inici del partit entre els Països Baixos i Dinamarca, amb victòria final per 2 a 0 dels neerlandesos, en la primera jornada del grup.

Annex: Copa del Món de Futbol 2010 - Grup E
| Països Baixos             | 2 – 0 | Dinamarca |
| ------------------------- | ----- | --------- |
| Agger 46' (pp) · Kuyt 85' | Fitxa |           |

| Japó      | 1 - 0 | Camerun |
| --------- | ----- | ------- |
| Honda 38' | Fitxa |         |

| Països Baixos | 1 - 0 | Japó |
| ------------- | ----- | ---- |
| Sneijder 53'  | Fitxa |      |

| Camerun   | 1 - 2 | Dinamarca                    |
| --------- | ----- | ---------------------------- |
| Eto'o 10' | Fitxa | Bendtner 33' · Rommedahl 61' |

| Dinamarca    | 1 - 3 | Japó                               |
| ------------ | ----- | ---------------------------------- |
| Tomasson 81' | Fitxa | Honda 17' · Endō 30' · Okazaki 87' |

| Camerun          | 1 - 2 | Països Baixos                  |
| ---------------- | ----- | ------------------------------ |
| Eto'o 65' (pen.) | Fitxa | van Persie 36' · Huntelaar 83' |

### Grup F
| Equip        | PJ | PG | PE | PP | GF | GC | Dif | Punts |
| ------------ | -- | -- | -- | -- | -- | -- | --- | ----- |
| Paraguai     | 3  | 1  | 2  | 0  | 3  | 1  | +2  | 5     |
| Eslovàquia   | 3  | 1  | 1  | 1  | 4  | 5  | -1  | 4     |
| Nova Zelanda | 3  | 0  | 3  | 0  | 2  | 2  | 0   | 3     |
| Itàlia       | 3  | 0  | 2  | 1  | 4  | 5  | -1  | 2     |

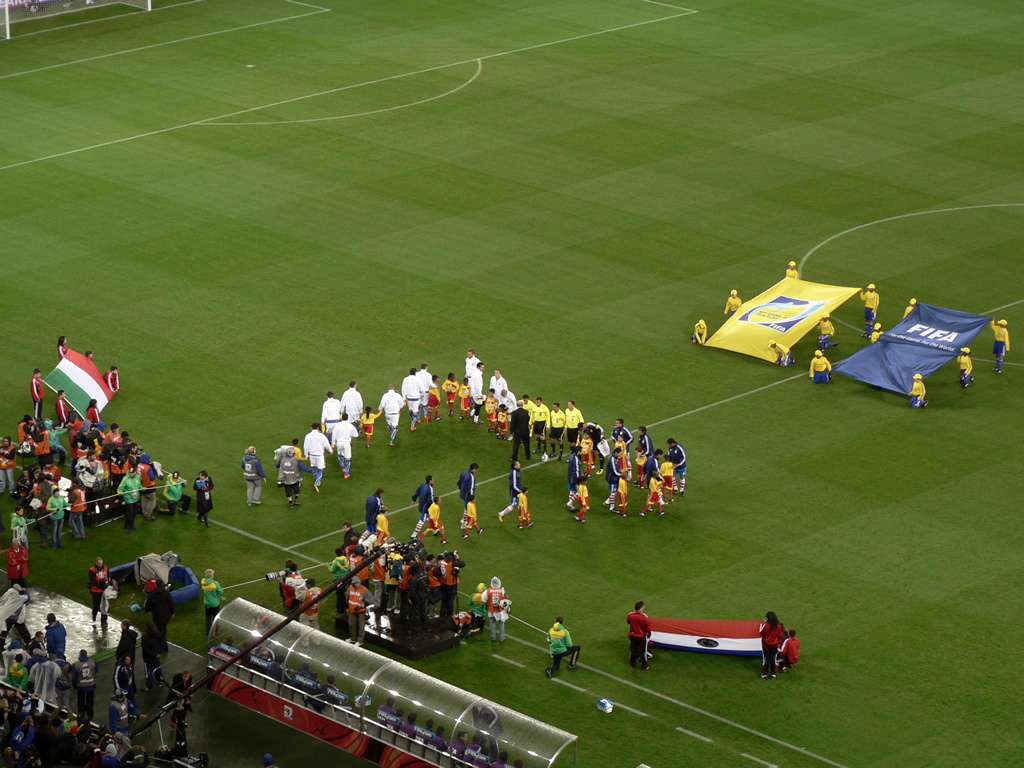
Jugadors en la cerimònia prèvia al començament del partit entre Itàlia i Paraguai. El resultat final va ser d'empat a un.

Annex: Copa del Món de Futbol 2010 - Grup F
| Itàlia       | 1 - 1 | Paraguai    |
| ------------ | ----- | ----------- |
| De Rossi 63' | Fitxa | Alcaraz 39' |

| Nova Zelanda | 1 - 1 | Eslovàquia |
| ------------ | ----- | ---------- |
| Reid 90+3'   | Fitxa | Vittek 50' |

| Eslovàquia | 0 - 2 | Paraguai               |
| ---------- | ----- | ---------------------- |
|            | Fitxa | Vera 27' · Riveros 86' |

| Itàlia              | 1 - 1 | Nova Zelanda |
| ------------------- | ----- | ------------ |
| Iaquinta 29' (pen.) | Fitxa | Smeltz 7'    |

| Eslovàquia                   | 3 - 2 | Itàlia                             |
| ---------------------------- | ----- | ---------------------------------- |
| Vittek 25' 73' · Kopúnek 89' | Fitxa | Di Natale 81' · Quagliarella 90+2' |

| Paraguai | 0 - 0 | Nova Zelanda |
| -------- | ----- | ------------ |
|          | Fitxa |              |

### Grup G
| Equip          | PJ | PG | PE | PP | GF | GC | Dif | Punts |
| -------------- | -- | -- | -- | -- | -- | -- | --- | ----- |
| Brasil         | 3  | 2  | 1  | 0  | 5  | 2  | +3  | 7     |
| Portugal       | 3  | 1  | 2  | 0  | 7  | 0  | +7  | 5     |
| Costa d'Ivori  | 3  | 1  | 1  | 1  | 4  | 3  | +1  | 4     |
| Corea del Nord | 3  | 0  | 0  | 3  | 1  | 12 | -11 | 0     |

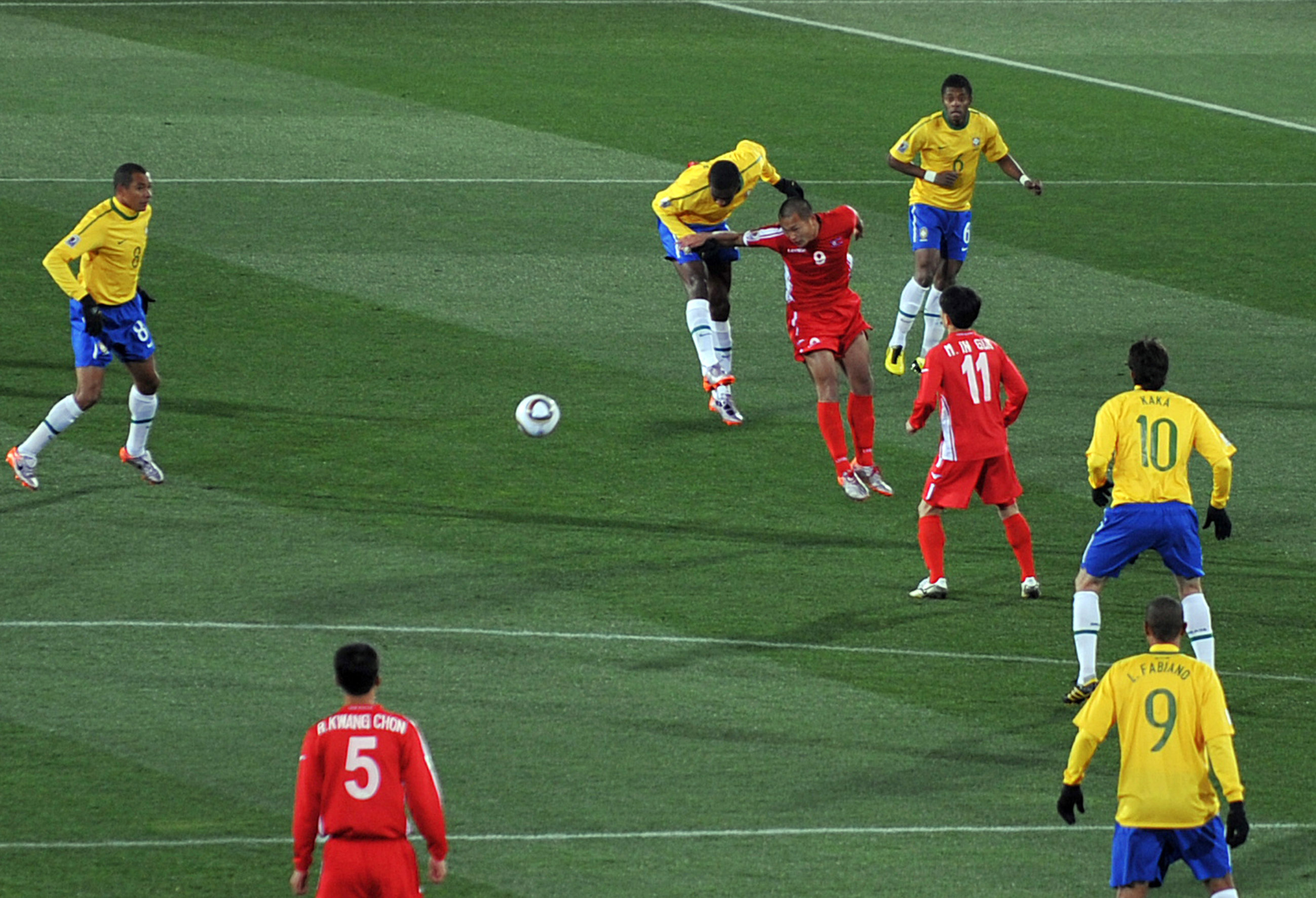
Partit de la primera jornada del grup, entre el Brasil i Corea del Nord, que acabaria en 2 a 1 favorable als brasilers.

Annex: Copa del Món de Futbol 2010 - Grup G
| Costa d'Ivori | 0 - 0 | Portugal |
| ------------- | ----- | -------- |
|               | Fitxa |          |

| Brasil                 | 2 - 1 | Corea del Nord |
| ---------------------- | ----- | -------------- |
| Maicon 55' · Elano 72' | Fitxa | Ji 89'         |

| Brasil                            | 3 - 1 | Costa d'Ivori |
| --------------------------------- | ----- | ------------- |
| Luís Fabiano 25', 50' · Elano 62' | Fitxa | Drogba 79'    |

| Portugal                                                                            | 7 - 0 | Corea del Nord |
| ----------------------------------------------------------------------------------- | ----- | -------------- |
| Meireles 29' · Simão 53' · Almeida 56' · Tiago 60', 89' · Liédson 81' · Ronaldo 87' | Fitxa |                |

| Portugal | 0 - 0 | Brasil |
| -------- | ----- | ------ |
|          | Fitxa |        |

| Corea del Nord | 0 - 3 | Costa d'Ivori                            |
| -------------- | ----- | ---------------------------------------- |
|                | Fitxa | Touré Yaya 14' · Romaric 20' · Kalou 82' |

### Grup H
| Equip    | PJ | PG | PE | PP | GF | GC | Dif | Punts |
| -------- | -- | -- | -- | -- | -- | -- | --- | ----- |
| Espanya  | 3  | 2  | 0  | 1  | 4  | 2  | +2  | 6     |
| Xile     | 3  | 2  | 0  | 1  | 3  | 2  | +1  | 6     |
| Suïssa   | 3  | 1  | 1  | 1  | 1  | 1  | +0  | 4     |
| Hondures | 3  | 0  | 1  | 2  | 0  | 3  | -3  | 1     |

Annex: Copa del Món de Futbol 2010 - Grup H
| Hondures | 0 - 1 | Xile           |
| -------- | ----- | -------------- |
|          | Fitxa | Beausejour 34' |

| Espanya | 0 - 1 | Suïssa        |
| ------- | ----- | ------------- |
|         | Fitxa | Fernandes 52' |

| Xile         | 1 - 0 | Suïssa |
| ------------ | ----- | ------ |
| González 75' | Fitxa |        |

| Espanya        | 2 - 0 | Hondures |
| -------------- | ----- | -------- |
| Villa 17', 51' | Fitxa |          |

| Xile       | 1 - 2 | Espanya                 |
| ---------- | ----- | ----------------------- |
| Millar 47' | Fitxa | Villa 24' · Iniesta 37' |

| Suïssa | 0 - 0 | Hondures |
| ------ | ----- | -------- |
|        | Fitxa |          |

## Segona fase
|  | Vuitens de final         | Vuitens de final          |                           |       | Quarts de final | Quarts de final |                            |                            | Semifinals | Semifinals |  |  | Final | Final |
|  |                          |                           |                           |       |                 |                 |                            |                            |            |            |  |  |       |       |
|  | 26 Juny – Port Elisabeth |                           |                           |       |                 |                 |                            |                            |            |            |  |  |       |       |
|  |                          |                           |                           |       |                 |                 |                            |                            |            |            |  |  |       |       |
|  | Uruguai                  | 2                         |                           |       |                 |                 |                            |                            |            |            |  |  |       |       |
|  | Uruguai                  | 2                         | 2 Juliol – Johannesburg   |       |                 |                 |                            |                            |            |            |  |  |       |       |
|  | Corea del Sud            | 1                         |                           |       |                 |                 |                            |                            |            |            |  |  |       |       |
|  | Corea del Sud            | 1                         | Uruguai (p.)              | 1 (4) |                 |                 |                            |                            |            |            |  |  |       |       |
|  | 26 Juny – Rustemburg     |                           | Uruguai (p.)              | 1 (4) |                 |                 |                            |                            |            |            |  |  |       |       |
|  |                          | Ghana                     | 1 (2)                     |       |                 |                 |                            |                            |            |            |  |  |       |       |
|  | Estats Units             | Ghana                     | 1 (2)                     | 1     |                 |                 |                            |                            |            |            |  |  |       |       |
|  | Estats Units             |                           | 6 Juliol – Ciutat del Cap | 1     |                 |                 |                            |                            |            |            |  |  |       |       |
|  | Ghana (pr.)              | 2                         |                           |       |                 |                 |                            |                            |            |            |  |  |       |       |
|  | Ghana (pr.)              | 2                         | Uruguai                   | 2     |                 |                 |                            |                            |            |            |  |  |       |       |
|  | 28 Juny – Durban         |                           | Uruguai                   | 2     |                 |                 |                            |                            |            |            |  |  |       |       |
|  |                          | Països Baixos             | 3                         |       |                 |                 |                            |                            |            |            |  |  |       |       |
|  | Països Baixos            | Països Baixos             | 3                         | 2     |                 |                 |                            |                            |            |            |  |  |       |       |
|  | Països Baixos            | 2 Juliol – Port Elisabeth |                           | 2     |                 |                 |                            |                            |            |            |  |  |       |       |
|  | Eslovàquia               | 1                         |                           |       |                 |                 |                            |                            |            |            |  |  |       |       |
|  | Eslovàquia               | 1                         | Països Baixos             | 2     |                 |                 |                            |                            |            |            |  |  |       |       |
|  | 28 Juny – Johannesburg   |                           | Països Baixos             | 2     |                 |                 |                            |                            |            |            |  |  |       |       |
|  |                          | Brasil                    | 1                         |       |                 |                 |                            |                            |            |            |  |  |       |       |
|  | Brasil                   | Brasil                    | 1                         | 3     |                 |                 |                            |                            |            |            |  |  |       |       |
|  | Brasil                   |                           | 11 Juliol – Johannesburg  | 3     |                 |                 |                            |                            |            |            |  |  |       |       |
|  | Xile                     | 0                         |                           |       |                 |                 |                            |                            |            |            |  |  |       |       |
|  | Xile                     | 0                         | Països Baixos             | 0     |                 |                 |                            |                            |            |            |  |  |       |       |
|  | 27 Juny – Johannesburg   |                           | Països Baixos             | 0     |                 |                 |                            |                            |            |            |  |  |       |       |
|  |                          | Espanya                   | 1                         |       |                 |                 |                            |                            |            |            |  |  |       |       |
|  | Argentina                | Espanya                   | 1                         | 3     |                 |                 |                            |                            |            |            |  |  |       |       |
|  | Argentina                | 3 Juliol – Ciutat del Cap |                           | 3     |                 |                 |                            |                            |            |            |  |  |       |       |
|  | Mèxic                    | 1                         |                           |       |                 |                 |                            |                            |            |            |  |  |       |       |
|  | Mèxic                    | 1                         | Argentina                 | 0     |                 |                 |                            |                            |            |            |  |  |       |       |
|  | 27 Juny – Bloemfontein   |                           | Argentina                 | 0     |                 |                 |                            |                            |            |            |  |  |       |       |
|  |                          | Alemanya                  | 4                         |       |                 |                 |                            |                            |            |            |  |  |       |       |
|  | Alemanya                 | Alemanya                  | 4                         | 4     |                 |                 |                            |                            |            |            |  |  |       |       |
|  | Alemanya                 |                           | 7 Juliol – Durban         | 4     |                 |                 |                            |                            |            |            |  |  |       |       |
|  | Anglaterra               | 1                         |                           |       |                 |                 |                            |                            |            |            |  |  |       |       |
|  | Anglaterra               | 1                         | Alemanya                  | 0     |                 |                 |                            |                            |            |            |  |  |       |       |
|  | 29 Juny – Pretòria       |                           | Alemanya                  | 0     |                 |                 |                            |                            |            |            |  |  |       |       |
|  |                          | Espanya                   | 1                         |       | Tercer lloc     | Tercer lloc     |                            |                            |            |            |  |  |       |       |
|  | Paraguai (p.)            | Espanya                   | 1                         | 0 (5) | Tercer lloc     | Tercer lloc     |                            |                            |            |            |  |  |       |       |
|  | Paraguai (p.)            | 3 Juliol – Johannesburg   | 3 Juliol – Johannesburg   | 0 (5) |                 |                 | 10 Juliol – Port Elisabeth | 10 Juliol – Port Elisabeth |            |            |  |  |       |       |
|  | Japó                     | 3 Juliol – Johannesburg   | 3 Juliol – Johannesburg   | 0 (3) |                 |                 | 10 Juliol – Port Elisabeth | 10 Juliol – Port Elisabeth |            |            |  |  |       |       |
|  | Japó                     | Paraguai                  | 0                         | 0 (3) | Uruguai         | 2               |                            |                            |            |            |  |  |       |       |
|  | 29 Juny – Ciutat del Cap | Paraguai                  | 0                         |       | Uruguai         | 2               |                            |                            |            |            |  |  |       |       |
|  |                          | Espanya                   | 1                         |       | Alemanya        | 3               |                            |                            |            |            |  |  |       |       |
|  | Espanya                  | Espanya                   | 1                         | 1     | Alemanya        | 3               |                            |                            |            |            |  |  |       |       |
|  | Espanya                  |                           |                           | 1     |                 |                 |                            |                            |            |            |  |  |       |       |
|  | Portugal                 | 0                         |                           |       |                 |                 |                            |                            |            |            |  |  |       |       |
|  | Portugal                 | 0                         |                           |       |                 |                 |                            |                            |            |            |  |  |       |       |

### Vuitens de final
| Uruguai        | 2 - 1 | Corea del Sud      |
| -------------- | ----- | ------------------ |
| Suárez 8', 80' | Fitxa | Lee Chung-Yong 68' |

| Estats Units     | 1 - 2 (pròrroga) | Ghana                 |
| ---------------- | ---------------- | --------------------- |
| Donovan 62' (p.) | Fitxa            | Boateng 5' · Gyan 93' |

| Alemanya                                  | 4 - 1 | Anglaterra |
| ----------------------------------------- | ----- | ---------- |
| Klose 20' · Podolski 32' · Müller 67' 70' | Fitxa | Upson 37'  |

| Argentina                    | 3 - 1 | Mèxic         |
| ---------------------------- | ----- | ------------- |
| Tévez 26', 52' · Higuaín 33' | Fitxa | Hernández 71' |

| Països Baixos             | 2 - 1 | Eslovàquia        |
| ------------------------- | ----- | ----------------- |
| Robben 18' · Sneijder 84' | Fitxa | Vittek 90+4' (p.) |

| Brasil                                    | 3 - 0 | Xile |
| ----------------------------------------- | ----- | ---- |
| Juan 35' · Luís Fabiano 38' · Robinho 59' | Fitxa |      |

| Paraguai                                       | 0 - 0 | Japó                           |
| ---------------------------------------------- | ----- | ------------------------------ |
|                                                | Fitxa |                                |
| Tanda de penals                                |       |                                |
| Barreto · Barrios · Riveros · Valdez · Cardozo | 5 – 3 | Endō · Hasebe · Komano · Honda |

| Espanya   | 1 - 0 | Portugal |
| --------- | ----- | -------- |
| Villa 63' | Fitxa |          |

### Quarts de Final
| Països Baixos     | 2 - 1 | Brasil      |
| ----------------- | ----- | ----------- |
| Sneijder 53', 68' | Fitxa | Robinho 10' |

| Uruguai                                       | 1 - 1 | Ghana                            |
| --------------------------------------------- | ----- | -------------------------------- |
| Forlán 55'                                    | Fitxa | Muntari 45+2'                    |
| Tanda de penals                               |       |                                  |
| Forlán · Victorino · Scotti · Pereira · Abreu | 4 – 2 | Gyan · Appiah · Mensah · Adiyiah |

| Argentina | 0 - 4 | Alemanya                                  |
| --------- | ----- | ----------------------------------------- |
|           | Fitxa | Müller 3' · Klose 67' 89' · Friedrich 74' |

| Paraguai | 0 - 1 | Espanya   |
| -------- | ----- | --------- |
|          | Fitxa | Villa 83' |

### Semifinals
| Uruguai                    | 2 - 3 | Països Baixos                                   |
| -------------------------- | ----- | ----------------------------------------------- |
| Forlán 41' · Pereira 90+2' | Fitxa | van Bronckhorst 18' · Sneijder 70' · Robben 73' |

| Alemanya | 0 - 1 | Espanya   |
| -------- | ----- | --------- |
|          | Fitxa | Puyol 73' |

### Tercer lloc
| Uruguai                 | 2 - 3 | Alemanya                              |
| ----------------------- | ----- | ------------------------------------- |
| Cavani 28' · Forlán 51' | Fitxa | Müller 19' · Jansen 56' · Khedira 82' |

### Final
| Països Baixos | 0 - 1 (pròrroga) | Espanya      |
| ------------- | ---------------- | ------------ |
|               | Fitxa            | Iniesta 116' |

Notes
- Primera vegada que guanyen consecutivament seleccions europees des que Itàlia retingués títol el 1938.
- Primer nou guanyador i primer nou finalista des de França el 1998.
- Primer nou guanyador no amfitrió des del Brasil el 1958.
- Primera final des de 1978 on cap dels dos finalistes han guanyat la competició anteriorment.
- Primera final sense Brasil, Itàlia, Alemanya o Argentina.

## Campió
| Guanyador de Copa del Món de Futbol de 2010 |
| ------------------------------------------- |
| · Espanya · Primer títol                    |

## Estadístiques

### Classificació final
| Pos.                           | Selecció       | Grup | PJ | PG | PE | PP | GF | GC | DG  | Pts. |
| ------------------------------ | -------------- | ---- | -- | -- | -- | -- | -- | -- | --- | ---- |
| Final                          |                |      |    |    |    |    |    |    |     |      |
| 1                              | Espanya        | H    | 7  | 6  | 0  | 1  | 8  | 2  | +6  | 18   |
| 2                              | Països Baixos  | E    | 7  | 6  | 0  | 1  | 12 | 6  | +6  | 18   |
| 3r i 4t lloc                   |                |      |    |    |    |    |    |    |     |      |
| 3                              | Alemanya       | D    | 7  | 5  | 0  | 2  | 16 | 5  | +11 | 15   |
| 4                              | Uruguai        | A    | 7  | 3  | 2  | 2  | 11 | 8  | +3  | 11   |
| Eliminats als quarts de final  |                |      |    |    |    |    |    |    |     |      |
| 5                              | Argentina      | B    | 5  | 4  | 0  | 1  | 10 | 6  | +4  | 12   |
| 6                              | Brasil         | G    | 5  | 3  | 1  | 1  | 9  | 4  | +5  | 10   |
| 7                              | Ghana          | D    | 5  | 2  | 2  | 1  | 5  | 4  | +1  | 8    |
| 8                              | Paraguai       | F    | 5  | 1  | 3  | 1  | 3  | 2  | +1  | 6    |
| Eliminats als vuitens de final |                |      |    |    |    |    |    |    |     |      |
| 9                              | Japó           | E    | 4  | 2  | 1  | 1  | 4  | 2  | +2  | 7    |
| 10                             | Xile           | H    | 4  | 2  | 0  | 2  | 3  | 5  | −2  | 6    |
| 11                             | Portugal       | G    | 4  | 1  | 2  | 1  | 7  | 1  | +6  | 5    |
| 12                             | Estats Units   | C    | 4  | 1  | 2  | 1  | 5  | 5  | 0   | 5    |
| 13                             | Anglaterra     | C    | 4  | 1  | 2  | 1  | 3  | 5  | −2  | 5    |
| 14                             | Mèxic          | A    | 4  | 1  | 1  | 2  | 4  | 5  | −1  | 4    |
| 15                             | Corea del Sud  | B    | 4  | 1  | 1  | 2  | 6  | 8  | −2  | 4    |
| 16                             | Eslovàquia     | F    | 4  | 1  | 1  | 2  | 5  | 7  | −2  | 4    |
| Eliminats a la fase de grups   |                |      |    |    |    |    |    |    |     |      |
| 17                             | Costa d'Ivori  | G    | 3  | 1  | 1  | 1  | 4  | 3  | +1  | 4    |
| 18                             | Eslovènia      | C    | 3  | 1  | 1  | 1  | 3  | 3  | 0   | 4    |
| 19                             | Suïssa         | H    | 3  | 1  | 1  | 1  | 1  | 1  | 0   | 4    |
| 20                             | Sud-àfrica     | A    | 3  | 1  | 1  | 1  | 3  | 5  | −2  | 4    |
| 21                             | Austràlia      | D    | 3  | 1  | 1  | 1  | 3  | 6  | −3  | 4    |
| 22                             | Nova Zelanda   | F    | 3  | 0  | 3  | 0  | 2  | 2  | 0   | 3    |
| 23                             | Sèrbia         | D    | 3  | 1  | 0  | 2  | 2  | 3  | −1  | 3    |
| 24                             | Dinamarca      | E    | 3  | 1  | 0  | 2  | 3  | 6  | −3  | 3    |
| 25                             | Grècia         | B    | 3  | 1  | 0  | 2  | 2  | 5  | −3  | 3    |
| 26                             | Itàlia         | F    | 3  | 0  | 2  | 1  | 4  | 5  | −1  | 2    |
| 27                             | Nigèria        | B    | 3  | 0  | 1  | 2  | 3  | 5  | −2  | 1    |
| 28                             | Algèria        | C    | 3  | 0  | 1  | 2  | 0  | 2  | −2  | 1    |
| 29                             | França         | A    | 3  | 0  | 1  | 2  | 1  | 4  | −3  | 1    |
| 30                             | Hondures       | H    | 3  | 0  | 1  | 2  | 0  | 3  | −3  | 1    |
| 31                             | Camerun        | E    | 3  | 0  | 0  | 3  | 2  | 5  | −3  | 0    |
| 32                             | Corea del Nord | G    | 3  | 0  | 0  | 3  | 1  | 12 | −11 | 0    |

### Golejadors
5 gols
- Thomas Müller
- David Villa
- Wesley Sneijder
- Diego Forlán

4 gols
- Miroslav Klose
- Gonzalo Higuaín
- Róbert Vittek

3 gols
- Luís Fabiano
- Landon Donovan
- Asamoah Gyan
- Luis Suárez

2 gols
- Lukas Podolski
- Carlos Tévez
- Brett Holman
- Robinho
- Elano
- Samuel Eto'o
- Lee Jung-Soo
- Andrés Iniesta
- Keisuke Honda
- Javier Hernández
- Kalu Uche
- Arjen Robben
- Tiago

1 gol
- Sami Khedira
- Marcell Jansen
- Arne Friedrich
- Mesut Özil
- Cacau
- Matthew Upson
- Jermain Defoe
- Steven Gerrard
- Martín Palermo
- Martín Demichelis
- Gabriel Heinze
- Tim Cahill
- Juan
- Maicon
- Ji Yun-Nam
- Park Chu-Young
- Lee Chung-Yong
- Park Ji-Sung
- Salomon Kalou
- Romaric
- Touré Yaya
- Didier Drogba
- Jon Dahl Tomasson
- Dennis Rommedahl
- Nicklas Bendtner
- Kamil Kopúnek
- Zlatan Ljubijankič
- Valter Birsa
- Robert Koren
- Carles Puyol
- Michael Bradley
- Clint Dempsey
- Florent Malouda
- Sulley Muntari
- Kevin-Prince Boateng
- Vasilis Torosidis
- Dimitris Salpinguidis
- Fabio Quagliarella
- Antonio Di Natale
- Vincenzo Iaquinta
- Daniele De Rossi
- Shinji Okazaki
- Yasuhito Endō
- Cuauhtémoc Blanco
- Rafael Márquez
- Yakubu Aiyegbeni
- Shane Smeltz
- Winston Reid
- Giovanni van Bronckhorst
- Klaas-Jan Huntelaar
- Robin van Persie
- Dirk Kuyt
- Cristian Riveros
- Enrique Vera
- Antolín Alcaraz
- Cristiano Ronaldo
- Liédson
- Hugo Almeida
- Simão
- Raul Meireles
- Marko Pantelić
- Milan Jovanović
- Katlego Mphela
- Bongani Khumalo
- Siphiwe Tshabalala
- Gelson Fernandes
- Edinson Cavani
- Maxi Pereira
- Álvaro Pereira
- Rodrigo Millar
- Mark González
- Jean Beausejour

En porteria pròpia
- Park Chu-Young (per Argentina)
- Daniel Agger (pels Països Baixos)

#### Curiositats
- El jugador sud-africà Siphiwe Tshabalala va ser l'autor del primer gol del torneig en el partit inaugural que va enfrontar Sud-àfrica amb Mexic.
- El primer autogol del campionat va arribar en la victòria per 2-0 dels Països Baixos sobre Dinamarca en la primera jornada del Grup E.
- Gonzalo Higuaín, de l'Argentina, va ser l'únic jugador que va aconseguir un hat trick; el va marcar davant de la selecció sud-coreana, i fou ell 49è de la història en un mundial.
- Nova Zelanda va ser l'única selecció en no perdre cap partit.

### Targetes vermelles
- Miroslav Klose
- Antar Yahia
- Abdelkader Ghezzal
- Tim Cahill
- Harry Kewell
- Felipe Melo
- Kaká
- Yoann Gourcuff
- Sani Kaita
- Ricardo Costa
- Aleksandar Luković
- Itumeleng Khune
- Kagisho Dikgacoi
- Valon Behrami
- Luis Suárez
- Nicolás Lodeiro

## Premis

### Premis individuals
- Trofeu Pilota d'or al millor jugador:  Diego Forlán
- Trofeu Bota d'or al màxim golejador:  Thomas Müller
- Trofeu Guant d'Or al millor porter:  Iker Casillas
- Trofeu al millor jugador jove:  Thomas Müller
- Trofeu FIFA al joc net:  Espanya

### Onze ideal del campionat
L'onze ideal del campionat fou decidit per votació popular per internet, on els seguidors escolliren un equip segons la formació 4–4–2, així com el millor entrenador. La votació romangué oberta fins a les 23:59 del dia 11 de juliol de 2010.
Sis dels onze jugadors foren de la selecció espanyola, entre ells els catalans Xavi i Puyol, a més del seleccionador espanyol. La resta foren un brasiler, dos alemanys, un neerlandès i un uruguaià.
| Porter          | Defenses                                              | Migcampistes                                                                 | Davanters                    |
| --------------- | ----------------------------------------------------- | ---------------------------------------------------------------------------- | ---------------------------- |
| Iker Casillas · | Sergio Ramos · Carles Puyol · Maicon · Philipp Lahm · | Andrés Iniesta · Xavi Hernàndez · Bastian Schweinsteiger · Wesley Sneijder · | Diego Forlán · David Villa · |

Entrenador:  Vicente del Bosque